# كهوف موغاو
كهوف موقاو  أو كهوف موغاو هي كهوف قديمة يرجع تاريخها إلى ما قبل 1600 سنة تقع في مقاطعة قانسو شمال غربي الصين. تحوي الكهوف رسوم جدارية قديمة، ويوجد في الكهوف أكثر من2000 وحدة من النحوت الملونة و45 ألف متر مربع من الرسوم الجدارية في أكثر من 730 كهفا تنتشر في 1600 متر على طول هضبة. وتعرضت كثير من الرسوم الجدارية لأنواع من التدهور تتمثل في التساقط والتضاؤل والفصل عن الجدران رغم أن معظم الكهوف تم اغلاقها وما زالت مغلقة أمام الجماهير. أصبحت الكهوف الموقع رقم 440 في قائمة التراث العالمى لليونسكو في عام 1987.

## معرض صور

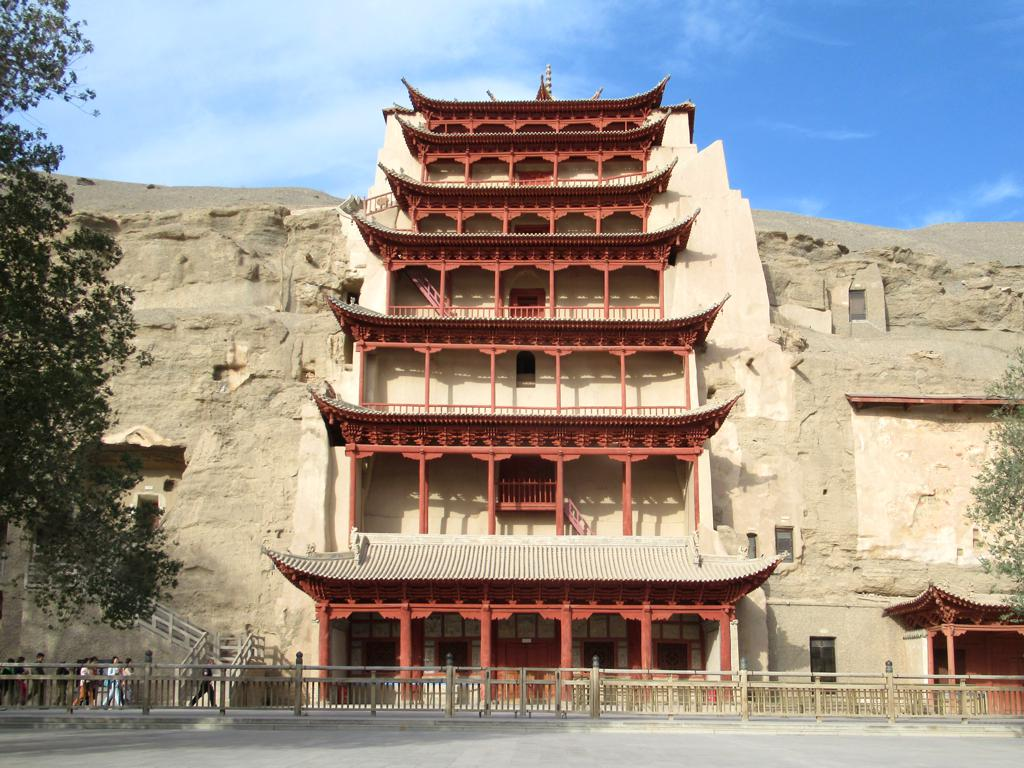
كهف موغاو
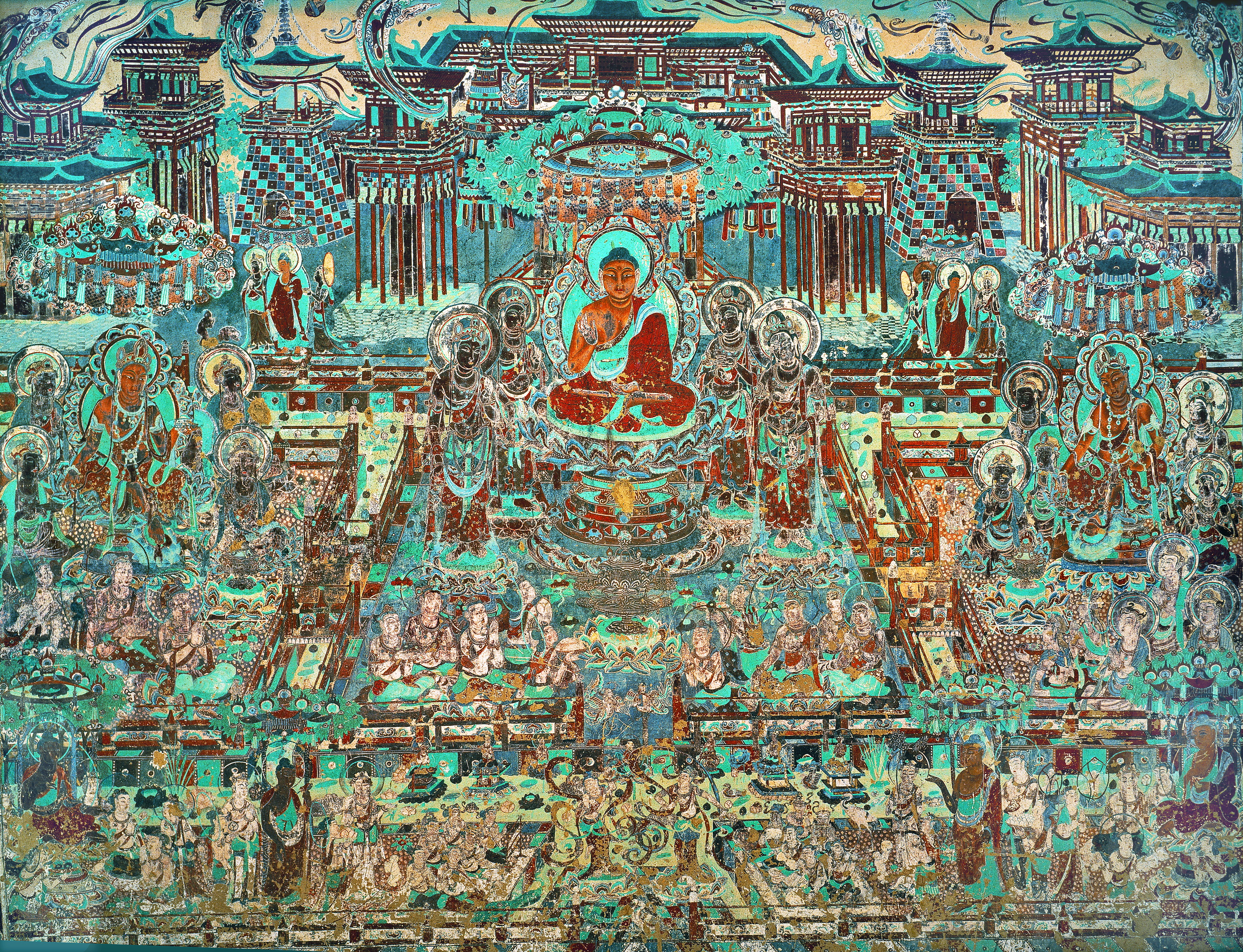
كهف موغاو
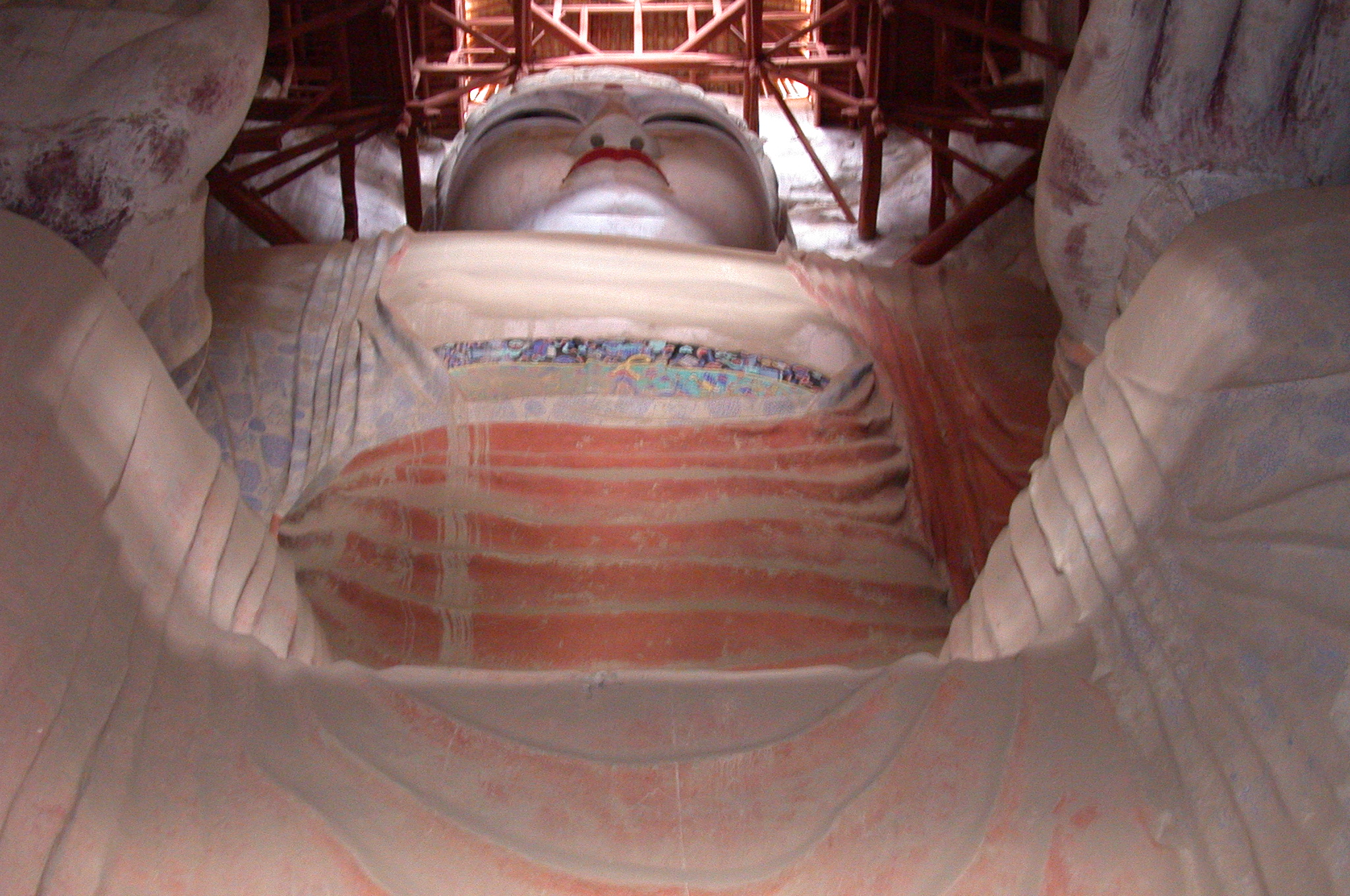
بوذا كهف موغاو
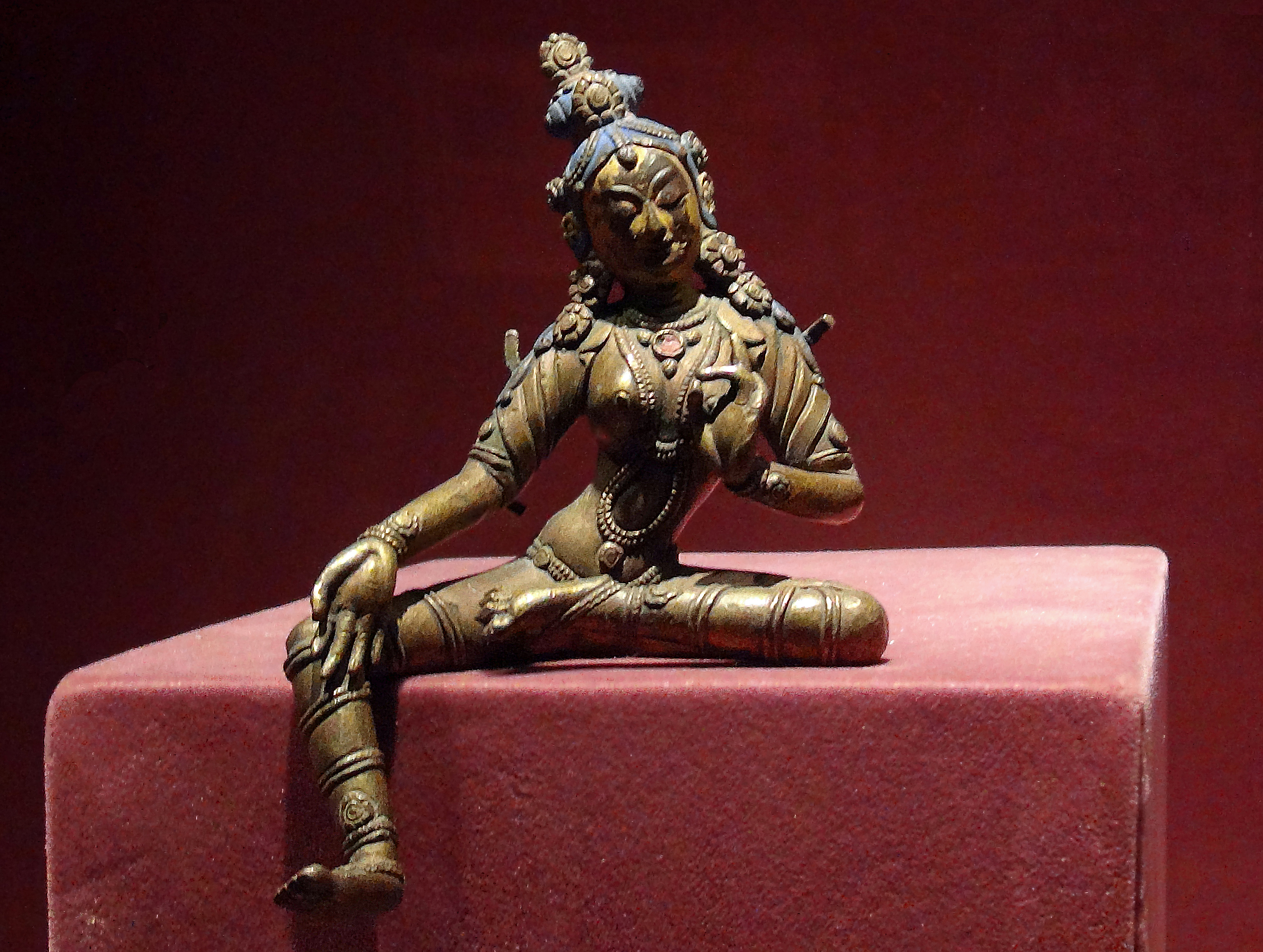
متحف موغاو
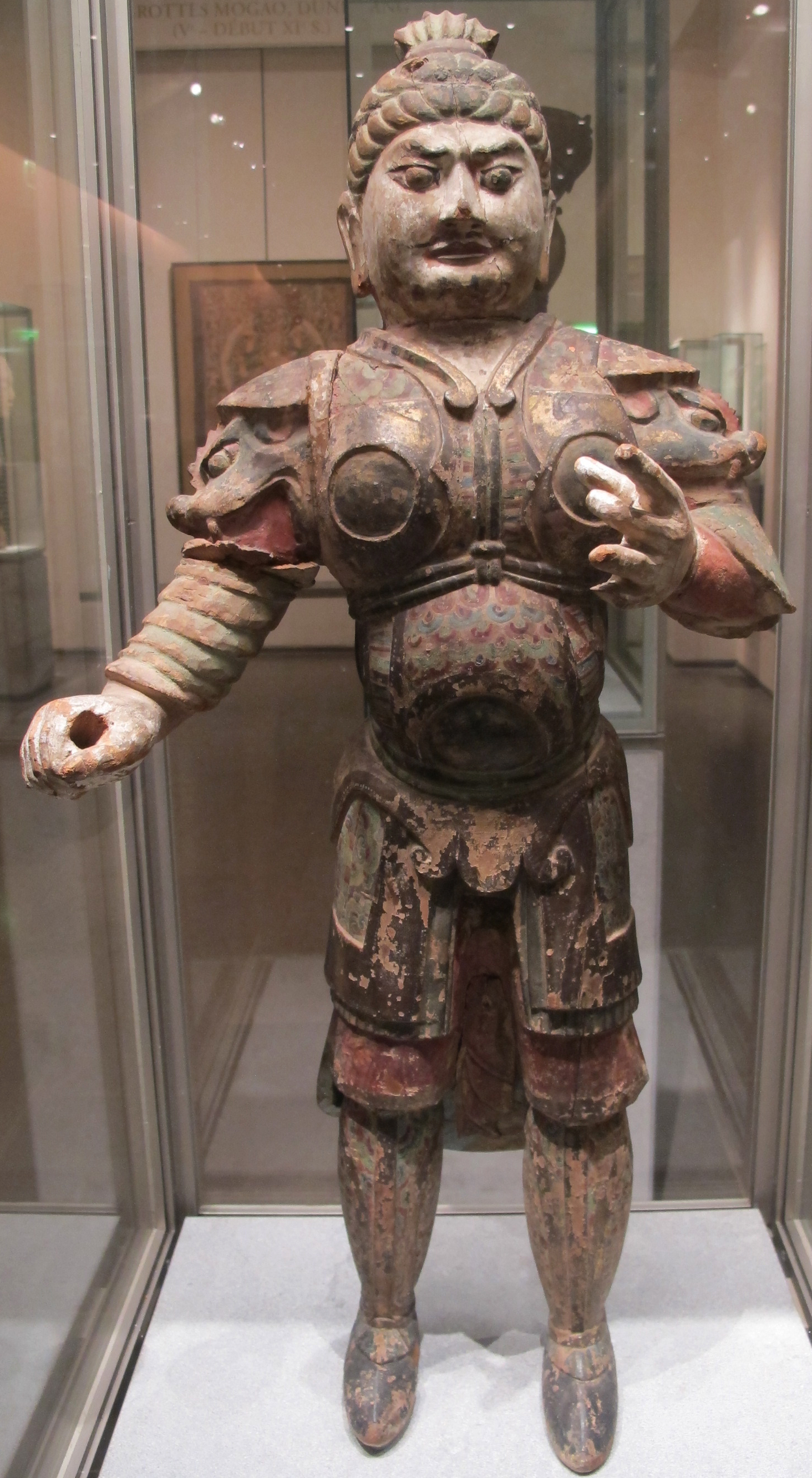
ديناستيا تانغ، ري سيليست (لوكابالا)، جروت دي موغاو

## انظر ايضاً
- قائمة مواقع التراث العالمي في الصين